# Heidgraben
Heidgraben est une commune de l'arrondissement de Pinneberg appartenant au Land du Schleswig-Holstein, en Allemagne.

## Géographie et transports
Heidgraben est située à 2 km au nord d'Uetersen et à 18 km au nord-ouest de Hambourg en bordure du marais maritime de l'Elbe et du geest attenant. L'habitat est plutôt clairsemé sur le territoire communal, avec en plus du centre communal avec l'école, des zones plus densément peuplées au nord-ouest et en bordure de Uetersen-Tornesch. Une large partie de la commune est incluse dans des zones naturelles protégées.
Le pourcentage de personnes vivant de l'agriculture est faible, Heidgraben étant surtout un village-dortoir. Le village compte une école et une supérette multi-services.
La commune est reliée par une navette d'autobus au réseau de bus de Hambourg (HVV) entre Tornesch et Uetersen. À proximité se trouve également la gare de Tornesch sur la ligne de Hambourg à Kiel ainsi que la ligne du Marsch qui relie Hambourg à l'île de Sylt. À l'est de Heidgraben passe l'autoroute A 23 qui relie Pinneberg à Elmshorn.
| Klein Nordende |            |          |
| Groß Nordende  | Heidgraben |          |
|                | Uetersen   | Tornesch |

## Histoire
Le lieu est mentionné pour la première fois en 1688 dans les registres (Amtsbuch (de)) de Pinneberg. À cette époque la zone est alors inoccupée et est traversée par un large fossé qui draine les marais et la lande, d'où provient le nom de Heidgraben. Les habitants des marais alentour venaient y prélever de la tourbe.
Au début du 18e siècle, la zone est progressivement mise en culture. En 1735, le village est mentionné dans les registres du chef-lieu de district((de)Amtsvogtei) Uetersen. Il appartient au district de Groß Nordende et à partir de 1835 au chef-lieu de district Uetersen.

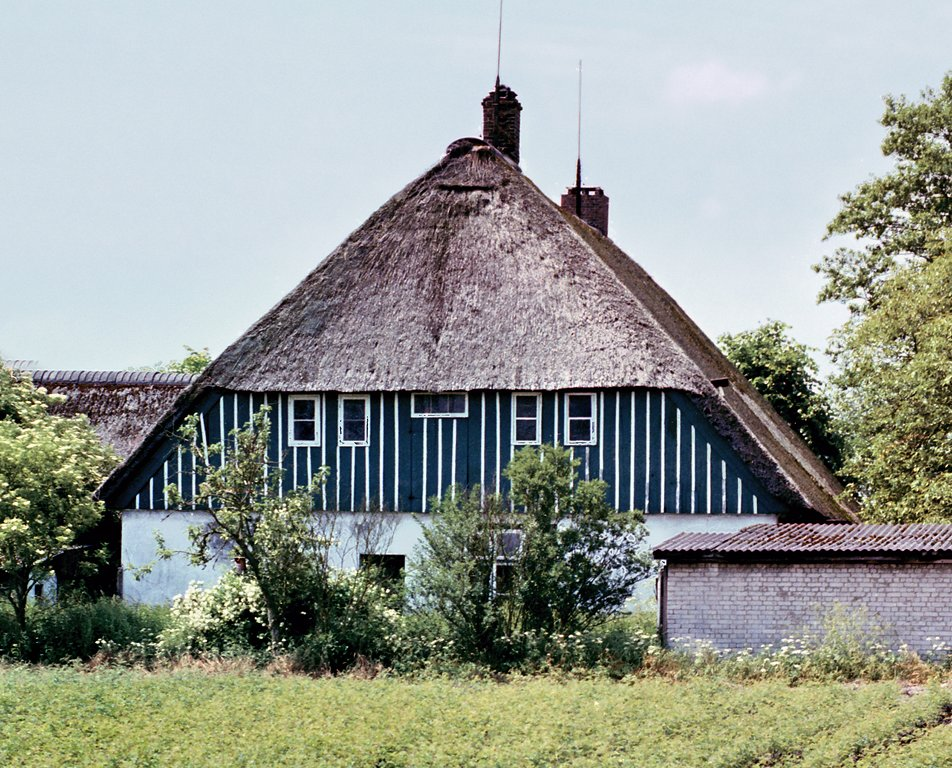
L'ancienne école de Groß Nordende.

La terre étant pauvre, les fermiers de la commune vivaient dans des habitats rudimentaires ou des maisons à toit de chaume. L'arrivée des fertilisants améliore la situation. Jusqu'en 1894 avec l'établissement d'une nouvelle école, les enfants se rendent à l'école de Groß Nordende. La nouvelle école ne comporte qu'une seule classe avec 46 enfants, et sera étendue avec 2 nouvelles classes en 1913.
En 1928, la route entre Tornesch et Groß Nordende est construite, et le village est électrifié.

## Politique
Depuis les élections municipales de 2008, la SPD possède 11 sièges et la CDU 6 sièges. Lors des élections municipales de 2013, la SPD passe de 11 à 8 sièges et la CDU de 6 à 5 sièges.

## Jumelages
- Challes (France)